# Confrontos entre Bangu e Portuguesa no futebol
Bangu e Portuguesa são dois times que disputam um duelo interestadual entre Rio de Janeiro e São Paulo, ambas as equipes representando forças menores das respectivas capitais.

## História
O confronto entre Bangu e Portuguesa se iniciou na década de 1930, com a disputa da primeira edição do Torneio Rio–São Paulo. O primeiro embate entre as equipes aconteceu no dia 18 de junho de 1933, no antigo estádio da Portuguesa, localizado na rua Cesário Ramalho, no bairro do Cambuci, e terminou empatado em 3–3. À época, a partida foi cercada de expectativas e, após o resultado final, o jogo chegou a ser chamado de "autêntica luta de gigantes". Como a competição era disputada em turno e returno, Bangu e Lusa se reencontraram nas Laranjeiras, no Rio de Janeiro, no antigo Campo da Guanabara, onde aconteceu a primeira vitória banguense no confronto.
Devido a questões políticas, a edição de 1934 foi interrompida ainda na fase classificatória. O torneio só voltaria a ser disputado continuamente na década de 1950, quando Bangu e Portuguesa voltaram a se enfrentar e estabeleceram as duas maiores goleadas da história do confronto: 7–3 para os cariocas, em 1951, e 5–1 para os paulistanos, em 1952.
O primeiro jogo entre as equipes pelo Campeonato Brasileiro aconteceu em 1967, na época denominado Torneio Roberto Gomes Pedrosa. Ao todo, alvirrubros e rubro-verdes se enfrentaram cinco vezes na elite do futebol brasileiro (considerando o Módulo Amarelo de 1987), com quatro vitórias para a Portuguesa e uma a favor do Bangu. O último duelo na Série A ocorreu na edição de 1988, ano da última participação do time carioca na primeira divisão, com vitória lusitana por 1–0.[carece de fontes?]
Após mais de uma década sem partidas oficiais, Bangu e Portuguesa voltaram a se enfrentar pelo Torneio Rio-São Paulo de 2002. Na ocasião, a equipe paulista liderava a competição, mas perdeu o posto após ser derrotada por 3–0 pelos cariocas. Em 2011, as equipes duelaram pela primeira fase da Copa do Brasil, e mais uma vez quem se deu bem foi o clube do Rio de Janeiro, que derrotou os rivais por 3–2 no resultado agregado e avançou para a segunda fase.
Em 2017, os clubes que chegaram a se enfrentar no primeiro escalão do futebol brasileiro, ambos com um vice-campeonato no histórico (o Bangu na edição de 1985 e a Portuguesa no ano de 1996), participaram juntos da Série D do Campeonato Brasileiro. As equipes ficaram no mesmo grupo da primeira fase e duelaram duas vezes, com uma vitória para cada, porém terminaram nas últimas posições da chave e não se classificaram para o mata-mata. Em 2021, Bangu e Lusa voltaram a se encontrar na mesma chave da quarta divisão, com uma vitória para os cariocas e um empate. Dessa vez, os dois times se classificaram para o mata-mata, mas foram eliminados logo na fase seguinte.

## Confrontos
| Data       | Torneio        | Estádio      | Casa       | Visitante  | Placar | Gols (casa)                                                              | Gols (visitante)                | Ref.                |
| ---------- | -------------- | ------------ | ---------- | ---------- | ------ | ------------------------------------------------------------------------ | ------------------------------- | ------------------- |
| 18/06/1933 | Rio-São Paulo  | Cambuci      | Portuguesa | Bangu      | 3–3    | Sacy 26', Alberto 52', Nico 72'                                          | Tião 4', Plácido 74', Sobral ?' | [ 2 ]               |
| 01/10/1933 | Rio-São Paulo  | Guanabara    | Bangu      | Portuguesa | 2–1    | Ladislau 30', Tião 54'                                                   | Machado 14'                     | [ 3 ]               |
| 24/03/1951 | Rio-São Paulo  | Municipal    | Bangu      | Portuguesa | 7–3    | Moacir 3', 13', 56', Djalma 17', Joel 29', Teixeirinha 73', Vermelho 85' | Simão 34', 63', Julinho 35'     | [ 4 ]               |
| 15/03/1952 | Rio-São Paulo  | Pacaembu     | Portuguesa | Bangu      | 5–1    | Nininho 12', 52', Julinho 54', Mirim 68', Pinga 73'                      | Moacir 6'                       | [ 5 ]               |
| 02/05/1953 | Rio-São Paulo  | Pacaembu     | Portuguesa | Bangu      | 3–2    | Santo Cristo 38', 69', Julinho 85'                                       | Menezes 30', 43'                | [ 11 ]              |
| 08/04/1964 | Rio-São Paulo  | Pacaembu     | Portuguesa | Bangu      | 2–2    | Henrique 33', Nilson Borges 50'                                          | Roberto Pinto 67', Ocimar 79'   | [ 12 ]              |
| 12/02/1966 | Rio-São Paulo  | São Januário | Bangu      | Portuguesa | 2–1    | Roberto Pinto 59', Paulo Borges 85'                                      | Ivair 90'                       | [ 13 ]              |
| 30/04/1967 | Robertão       | Pacaembu     | Portuguesa | Bangu      | 1–0    | Ivair 7'                                                                 |                                 | [ 6 ]               |
| 18/09/1968 | Robertão       | Maracanã     | Bangu      | Portuguesa | 3–1    | Sabará 6', 22', Dé 67'                                                   | Paes 85'                        | [ 14 ]              |
| 05/04/1978 | Brasileiro     | Pacaembu     | Portuguesa | Bangu      | 3–0    | Eudes 25', Enéas 80', Elói 85'                                           |                                 | [carece de fontes?] |
| 15/10/1987 | Brasileiro     | Canindé      | Portuguesa | Bangu      | 1–0    | Edu Marangon ?'                                                          |                                 |                     |
| 18/12/1988 | Brasileiro     | Canindé      | Portuguesa | Bangu      | 1–0    | Catatau 40'                                                              |                                 | [carece de fontes?] |
| 27/01/2002 | Rio-São Paulo  | Moça Bonita  | Bangu      | Portuguesa | 3–0    | João Rodrigo 39', 53', Zada 68'                                          |                                 | [ 7 ]               |
| 16/02/2011 | Copa do Brasil | Moça Bonita  | Bangu      | Portuguesa | 3–1    | Thiago Galhardo 13', 74', Pipico 60'                                     | Kempes 45'                      | [ 15 ]              |
| 23/02/2011 | Copa do Brasil | Canindé      | Portuguesa | Bangu      | 1–0    | Ademir Sopa 68'                                                          |                                 | [ 16 ]              |
| 27/05/2017 | Série D        | Moça Bonita  | Bangu      | Portuguesa | 1–0    | Daniel Bueno 2'                                                          |                                 | [ 17 ]              |
| 17/06/2017 | Série D        | Canindé      | Portuguesa | Bangu      | 3–0    | Luiz Henrique 6', Fernando 13', Thiago 89'                               |                                 | [ 18 ]              |
| 10/07/2021 | Série D        | Moça Bonita  | Bangu      | Portuguesa | 2–1    | Caio 80', Luis Araújo 86'                                                | Raphael Luz 37'                 | [ 19 ]              |
| 31/07/2021 | Série D        | Canindé      | Portuguesa | Bangu      | 1–1    | Patrick 20'                                                              | Denilson 61'                    | [ 20 ]              |

## Quadro comparativo
| Competição                 | Competição            | Bangu            | Bangu             | Portuguesa       | Portuguesa        |
| Competição                 | Competição            | Participações    | Melhor campanha   | Participações    | Melhor campanha   |
| -------------------------- | --------------------- | ---------------- | ----------------- | ---------------- | ----------------- |
| Rio de Janeiro · São Paulo | Carioca               | 108              | Campeão (2 vezes) | —                | —                 |
| Rio de Janeiro · São Paulo | Carioca - Série A2    | 7                | Campeão (3 vezes) | —                | —                 |
| Rio de Janeiro · São Paulo | Paulista              | —                | —                 | 92               | Campeã (3 vezes)  |
| Rio de Janeiro · São Paulo | Paulista - Série A2   | —                | —                 | 9                | Campeã (2 vezes)  |
| Rio de Janeiro · São Paulo | Torneio Rio–São Paulo | 6                | 3º (2 vezes)      | 18               | Campeã (2 vezes)  |
| Brasil                     | Brasileiro - Série A  | 11               | Vice (1985)       | 35               | Vice (1996)       |
| Brasil                     | Brasileiro - Série B  | 8                | 8º (1995)         | 11               | Campeã (2011)     |
| Brasil                     | Brasileiro - Série C  | 5                | 7º (1990)         | 2                | 8º (2015)         |
| Brasil                     | Brasileiro - Série D  | 3                | 31º (2021)        | 2                | 23º (2021)        |
| Brasil                     | Copa do Brasil        | 5                | 2ª fase (2011)    | 17               | Oitavas (8 vezes) |
|                            | Libertadores          | 1                | Grupos (1986)     | Nunca participou | Nunca participou  |
| Sul-Americana              | Nunca participou      | Nunca participou | 1                 | 2ª fase (2013)   |                   |
| Copa Conmebol              | 1                     | 1ª fase (1997)   |                   |                  |                   |